# Fernando Belaúnde Terry
Fernando Sergio Marcelo Marcos Belaúnde Terry (7. října 1912 – 4. června 2002) byl peruánský politik, v letech 1963–1968 a 1980–1985 prezident země.
Narodil se v Limě jako druhý ze čtyř dětí v bohaté rodině španělského původu. Jeho otec byl v letech 1945–1946 předsedou vlády, jeho praděda byl v roce 1868 prezidentem Peru. V době druhého prezidentství Augusta Leguíi se rodina odstěhovala do Francie, kde Fernando navštěvoval střední školu a zahájil univerzitní studia. V letech 1930–1935 studoval architekturu nejprve na Miamské univerzitě a poté na Texaské univerzitě v Austinu. Po dokončení studií se krátce profesi věnoval v Mexiku, ale již v roce 1936 se vrátil zpět do Peru a v roce 1937 založil časopis El Arquitecto Peruano.
Do politiky vstoupil v roce 1944. Do roku 1948, kdy došlo ke státnímu převratu pod vedením Manuela A. Odríi, působil v kongresu. V roce 1956 založil stranu Acción Popular, za kterou v roce 1962 neúspěšně kandidoval na prezidenta. Další kandidatura byla úspěšná a Belaúnde byl v roce 1963 zvolen prezidentem Peru. V roce 1968, po zahájení Revoluční vojenské vlády Peru, byl zatčen a donucen odejít do exilu, nejprve do Argentiny a poté do USA, kde se věnoval pedagogické činnosti. Podruhé byl do úřadu zvolen v roce 1980 na pět let. Byl výrazně pro-americký. Zemřel v Limě ve věku 89 let poté, co byl hospitalizován s cévní mozkovou příhodou.